# 16-os busz (Győr)
A győri 16-os jelzésű autóbusz a Keverőtelep (Újfalu lakópark) és Marcalváros, Kovács Margit utca között közlekedik. A járatot a Volánbusz üzemelteti.

## Története
2022. április 11-től közlekedik, új, átszállásmentes kapcsolatot létrehozva Észak-Révfalu, valamint a Szigetköz számos települése és Győr déli része (kórház, rendelőintézet, vásárcsarnok, Győr Plaza, lakótelepek) között.

## Közlekedése
Csak tanítási napokon közlekedik, egy járat reggel Marcalváros felé, illetve délután az Újfalu lakópark felé. A járatok a 7090-es regionális vonal meghosszabbításaként, helyi és helyközi utazásra egyaránt igénybe vehetők. A helyközi jegyek és bérletek Győr, Autóbusz-állomás és Marcalváros között nem érvényesek, ezen a szakaszon kizárólag érvényes helyi jeggyel vagy bérlettel lehet utazni. A helyi jegyek és bérletek viszont a teljes vonalhosszon (Keverőtelep – Marcalváros) érvényesek.

## Útvonala
| Marcalváros, Kovács Margit utca felé | Keverőtelep (Újfalu lakópark) felé |
| --- | --- |
| Keverőtelep (Újfalu lakópark) – Újfalusi országút – Nagymegyeri út – Szent István út – Baross Gábor híd – Hunyadi utca – Zrínyi utca – Eszperantó út – Tihanyi Árpád út – Vasvári Pál utca – Lajta út – Bakonyi út – Mécs László utca – Marcalváros, Kovács Margit utca | Marcalváros, Kovács Margit utca – Mécs László utca – Bakonyi út – Lajta út – Vasvári Pál utca – Tihanyi Árpád út – Eszperantó út – Zrínyi utca – Hunyadi utca – Autóbusz-állomás – Eszperantó út – Bartók Béla út – Hunyadi utca – Baross Gábor híd – Szent István út – Nagymegyeri út – Újfalusi országút – Keverőtelep (Újfalu lakópark) |

## Megállóhelyei
| 0  | Keverőtelep (Újfalu lakópark)                           | 31 | | Újfalu horgásztó |
| 2  | Vízmű                                                   | 29 | | Révfalu vízműtelep |
| 4  | 14-es út, Zemplén utca                                  | 27 | 6 | Sporttelep |
| 6  | 14-es út, Bácsai út                                     | 26 | 11 | Révfalusi temető, Audi Hungaria Általános Művelődési Központ |
| 9  | 14-es út, Árkád üzletház                                | 23 | 2B, 6, 7, 8, 8Y, 10, 12, 12A, 12Y, 13, 13B, 14, 14A, 14B, 17, 17B, 30, 30A, 30B, 31, 31A                                | ÁRKÁD |
| 11 | Szent István út, Iparkamara                             | 21 | 6, 7, 8, 8Y, 9, 10, 11, 11Y, 12, 12A, 12Y, 13, 13B, 14, 14A, 14B, 15, 15A, 30, 30A, 30B, 30Y, 31, 31A, 42               | Győr-Moson-Sopron Vármegyei Kereskedelmi és Iparkamara, GYSZSZC Deák Ferenc Közgazdasági Szakgimnáziuma, Révai Parkolóház, Bisinger József park                                             |
| 15 | Hunyadi utca, autóbusz-állomás (↓) Autóbusz-állomás (↑) | 18 | 1, 1A, 1B, 2, 2B, 10, 27, 32, 34, 36 Távolsági járatok S10 G10 , IC, InterRégió, EC, EN, ER, gyorsvonat, expresszvonat, | Győr Helyközi autóbusz-állomás, Munkaügyi központ, ÉNYKK Zrt. forgalmi iroda, Leier City Center, Posta                                                                                      |
| ∫  | Nádor aluljáró                                          | 12 | 19, 37 | LIDL, ÉNYKK Zrt., Vám- és Pénzügyőrség Regionális Ellenőrzési Központ, Deák Ferenc Szakközépiskola                                                                                          |
| 18 | Malom liget                                             | 11 | 9, 11, 11Y, 19, 27, 32, 34, 36, 37                                                                                      | Malom liget |
| 19 | Török István utca                                       | 10 | 11, 11Y, 37 | Kossuth Zsuzsanna Leánykollégium, Vásárcsarnok |
| 21 | Tihanyi Árpád út, kórház                                | 8  | 2, 2B, 11, 11Y, 13, 13B, 14, 14A, 14B, 25, 32, 34, 36, 37, 38, 38A                                                      | Petz Aladár Egyetemi Oktató Kórház, Erzsébet Ligeti Óvoda Vuk Tagóvodája |
| 22 | Vasvári Pál utca, kórház, főbejárat                     | 6  | 6, 11, 11Y, 13, 13B, 14, 14A, 14B, 23, 23A, 24, 25, 26, 28, 37                                                          | Petz Aladár Egyetemi Oktató Kórház, Győr Plaza, Gyermekvédelmi Központ |
| 25 | Lajta út, posta                                         | 4  | 11, 11Y, 13, 13B, 14, 14A, 14B, 22, 22A, 22B, 22Y, 23, 23A, 24, 25, 26, 28, 42                                          | 13-as posta, Kovács Margit Óvoda Brunszvik Teréz Német Nemzetiségi Tagóvodája, Szent-Györgyi Albert Egészségügyi és Szociális Szakképző Iskola, Kovács Margit Általános és Szakképző Iskola |
| 26 | Lajta út, gyógyszertár                                  | 2  | 11, 11Y, 13, 13B, 14, 14A, 14B, 22, 22A, 22B, 22Y, 23, 23A, 24, 25, 26, 28, 42                                          | |
| 28 | Bakonyi út, marcalvárosi aluljáró                       | ∫  | 11, 11Y, 13, 13B, 14, 14A, 14B, 21, 21B, 22, 22A, 22B, 22Y, 23, 23A, 24, 25, 26, 28, 42                                 | |
| ∫  | Bakonyi út, Gerence út                                  | 1  | 11, 11Y, 13, 13B, 14, 14A, 14B, 21, 21B, 22, 22A, 22B, 22Y, 23, 23A, 24, 25, 26, 28, 42                                 | Pattantyús-Ábrahám Géza Ipari Szakközépiskola és Általános Művelődési Központ |
| 30 | Marcalváros, Kovács Margit utca                         | 0  | 1, 1A, 1B, 11, 11Y, 13, 13B, 14, 14A, 14B, 21, 21B, 22, 22A, 22B, 22Y, 23, 23A, 24, 25, 26, 28, 42                      | LIDL, TESCO, GYSZSZC Krúdy Gyula Gimnáziuma, Két Tanítási Nyelvű Középiskolája, Turisztikai és Vendéglátóipari Szakképző Iskolája, Arany János Általános Iskola                             |